# 왕릉로 (부여군)
왕릉로(Wangneung-ro)는 충청남도 부여군 부여읍 에서 부여군 석성면 석성천교 를 잇는 충청남도의 도로이다.

## 주요 경유지
충청남도
- 부여군 (부여읍 . 석성면)

## 노선
| 이름              | 접속 노선                 | 소재지 | 소재지 | 비고 |
| ----------------- | ------------------------- | ------ | ------ | ---- |
| (이름없음)        | 국도 제40호선 (성왕로)    | 부여군 | 부여읍 |      |
| 능산 교차로       | 국도 제4호선 (대백제로)   | 부여군 | 부여읍 |      |
| 상염교            |                           | 부여군 | 부여읍 |      |
| (이름없음)        | 국도 제40호선 (성왕로)    | 부여군 | 부여읍 |      |
| 십자가 사거리     | 증산로                    | 부여군 | 석성면 |      |
| 신십자사거리      | 지방도 제799호선 (금백로) | 부여군 | 석성면 |      |
| 증산 교차로       | 국도 제4호선 (대백제로)   | 부여군 | 석성면 |      |
| 군계교            |                           | 부여군 | 석성면 |      |
| 석성천교          |                           | 부여군 | 석성면 |      |
|                   | 논산시                    | 광석면 |        |      |
| 논산평야로와 직결 |                           |        |        |      |

## 주요 건물 및 시설
- SK에너지 청솔주유소 (왕릉로 345/능산리 65-4)
- 한국수자원공사 충남중부권지사 (왕릉로 371/정각리 166)
- SK에너지 충청LPG충전소 (왕릉로 513/정각리 29-5)
- S-OIL 아세아주유소 (왕릉로 753/증산리 1215-18)